# Hister borneensis
Hister borneensis är en skalbaggsart som beskrevs av Desbordes 1919. Hister borneensis ingår i släktet Hister och familjen stumpbaggar. Inga underarter finns listade i Catalogue of Life.